# Ramses Barden
Ramses Barden (Altadena, 1º gennaio 1986) è un giocatore di football americano statunitense che gioca nel ruolo di wide receiver per i Buffalo Bills della National Football League (NFL). Fu scelto nel corso del terzo giro (85º assoluto) del Draft NFL 2009 dai New York Giants. Al college ha giocato a football alla California Polytechnic State University.

## Carriera professionistica

### New York Giants
Barden, il più alto ricevitore della classe 2009, fu scelto nel corso del terzo giro dai Giants. Nella sua stagione da rookie, il giocatore vide raramente il rettangolo di gioco, disputando 3 partite, con una ricezione da 16 yard.
Nella sua seconda stagione, Barden ricevette 5 palloni per 64 yard totali prima di essere messo in lista infortunati il 16 novembre 2010 dopo esseri rotto la caviglia e danneggiato un legamento.
Barden fu rivisto per la prima volta in azione il 6 novembre 2011, ricevendo 3 passaggi per 24 yard nella vittoria sui New England Patriots 24-20. La sua stagione regolare terminò con 8 gare disputate, 9 ricezioni per 94 yard complessive. I Giants conclusero la stagione con un record di 9-7, qualificandosi per un soffio ai playoff grazie alla vittoria decisiva sui Cowboys. Nella off-season, essi eliminarono nell'ordine gli Atlanta Falcons, i favoritissimi e campioni in carica Green Bay Packers e nella finale della NFC i San Francisco 49ers. Il 5 febbraio 2012, Barden nel Super Bowl XLVI, vinto contro i Patriots 21-17, si laureò per la prima volta campione NFL.
A causa di un infortunio subito da Hakeem Nicks, Barden partì per la prima volta come titolare nella gara della settimana 3 della stagione 2012 contro i Carolina Panthers. Ramses non fece rimpiangere il titolare giocando una grandissima partita con 9 passaggi ricevuti per 138 yard. Nella settimana successiva i Giants persero l'ottava partita negli ultimi nove incontri disputati contro gli Eagles sbagliando il potenziale field goal della vittoria a 15 secondi dalla fine. Ramses ricevette 2 passaggi per 36 yard.
Il 31 agosto 2013, Barden fu svincolato dai Giants.

### Buffalo Bills
Dopo essere rimasto senza squadra per tutta la stagione 2013, il 16 gennaio 2014 Barden firmò coi Buffalo Bills.

## Palmarès
- Super Bowl : 1

New York Giants: Super Bowl XLVI
- National Football Conference Championship: 1

New York Giants: 2011

## Statistiche
| Yard su ricezione      | 394 |
| Touchdown su ricezione | 0   |

Statistiche aggiornate alla stagione 2013